# I Liked It Better When You Had No Heart
I Liked It Better When You Had No Heart Sycamore Meadows — пятый студийный альбом американского рок-музыканта Бутча Уокера. Он был выпущен 2 февраля 2010 года на лейбле One Haven Music под именем Butch Walker and the Black Widows. 5 января 2010 года Уокер выпустил песню «Trash Day» в качестве первого сингла, дополненного треком «She Likes Hair Bands». Полный трек-лист был размещён на сайте Бутча в феврале 2010 года. Виниловый релиз состоялся 2 февраля 2010 года, а CD/цифровой релиз последовал 23 февраля 2010 года. Альбом получил положительные отзывы критиков и занял 1-е место в чарте Billboard Heatseekers и 125-е место в Billboard 200.
На песню «Pretty Melody» был снят клип, который получил широкую известность, став тематическим видео на YouTube. Все песни были написаны либо самим Уокером, либо в соавторстве с Уокером и Майклом Трентом, за исключением «You Belong With Me», бонус-трека, который был доступен в некоторых магазинах при предварительном заказе.
Песня «You Belong With Me» — это кавер-версия Тейлор Свифт с её альбома Fearless 2008 года. Популярность версии песни Бутча значительно возросла, когда сама Свифт написала в Твиттере положительный отзыв о версии Уокера. Позже Уокера пригласили исполнить песню вместе с ней на церемонии вручения премии «Грэмми». Версия песни Уокера продавалась в цифровом виде как сингл, а затем была предложена в качестве бонус-трека на этом альбоме. Все бонус-треки на альбоме I Liked It Better When You Had No Heart были цифровыми бонусами, а не на физическом CD.

## Отзывы
| Оценки критиков  | Оценки критиков |
| Источник         | Оценка          |
| ---------------- | --------------- |
| AbsolutePunk.net | (95%)           |
| BLARE Magazine   | [ 3 ]           |
| Slant Magazine   | (3.0/5)         |
| Sputnikmusic     | (3.5/5)         |
| The Tune         | (4.0/5)         |

Альбом получил положительные отзывы критиков.

## Список композиций
Слова и музыка всех песен — Бутча Уокера и Michael Trent, кроме указанных.
| №                   | Название                                       | Длительность |
| ------------------- | ---------------------------------------------- | ------------ |
| 1.                  | «Trash Day» (Walker)                           | 3:07         |
| 2.                  | «Pretty Melody»                                | 4:22         |
| 3.                  | «Don't You Think Someone Should Take You Home» | 4:37         |
| 4.                  | «Stripped Down Version»                        | 3:32         |
| 5.                  | «Canadian Ten» (Walker)                        | 4:27         |
| 6.                  | «Temporary Title» (Walker)                     | 3:13         |
| 7.                  | «She Likes Hair Bands» (Walker)                | 2:58         |
| 8.                  | «House of Cards»                               | 2:30         |
| 9.                  | «They Don't Know What We Know»                 | 3:45         |
| 10.                 | «Days/Months/Years»                            | 3:14         |
| 11.                 | «Be Good Until Then» (Walker)                  | 4:06         |
| Общая длительность: | Общая длительность:                            | 40:03        |

| №                   | Название                        | Длительность |
| ------------------- | ------------------------------- | ------------ |
| 12.                 | «Fixed Gears and Broken Hearts» | 2:37         |
| 13.                 | «You Belong with Me»            | 4:10         |
| Общая длительность: | Общая длительность:             | 46:51        |

| №   | Название                                               | Длительность |
| --- | ------------------------------------------------------ | ------------ |
| 12. | «Xmas in April» (Бонусный трек iTunes (pre-order))     | 1:39         |
| 13. | «Fixed Gears and Broken Hearts» (Бонусный трек iTunes) | 2:37         |
| 14. | «You Belong With Me» (Бонусный трек (pre-order))       | 4:10         |